# 平野博文
平野 博文（ひらの ひろふみ、1949年〈昭和24年〉3月19日 - ）は、日本の政治家。勲等は旭日大綬章。
内閣官房長官（第77代）、文部科学大臣（第16代）、衆議院安全保障委員長・国土交通委員長・懲罰委員長、衆議院議員（7期）、民主党国会対策委員長（第17代）、民進党副代表、同国会対策委員長（第4代）、旧国民民主党総務会長（初代）、同幹事長（第2代）、立憲民主党代表代行（筆頭・党務総括、初代）兼選挙対策委員長（初代）、雄志会会長（初代）を歴任した。

## 来歴

### 生い立ち
和歌山県伊都郡かつらぎ町生まれ。かつらぎ町立妙寺中学校、和歌山県立笠田高等学校、中央大学理工学部電気工学科卒業。1971年、大学を卒業し、松下電器産業（現パナソニック）に入社。1983年より日本社会党の中村正男衆議院議員の秘書を務める。

### 国政へ
1996年の第41回衆議院議員総選挙に大阪11区から無所属で出馬し、初当選した。1998年、民主党結党に参加。党務では副幹事長、国会対策委員長代理、総務局長、幹事長代理等を務める。2003年、民主党大阪府連代表に就任。2005年、堀江メール問題が発覚した際も民主党幹事長代理を務めており、事態の収拾に尽力した。
2009年5月、鳩山由紀夫の民主党代表就任に伴い、党総務委員長代理（役員室担当）に起用された。同年の第45回衆議院議員総選挙では、自由民主党前職の井脇ノブ子を大差で破り、5選。選挙後に発足した鳩山由紀夫内閣で内閣官房長官に任命され、初入閣した。

### 鳩山政権

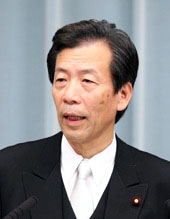
2009年9月18日、内閣官房長官就任時

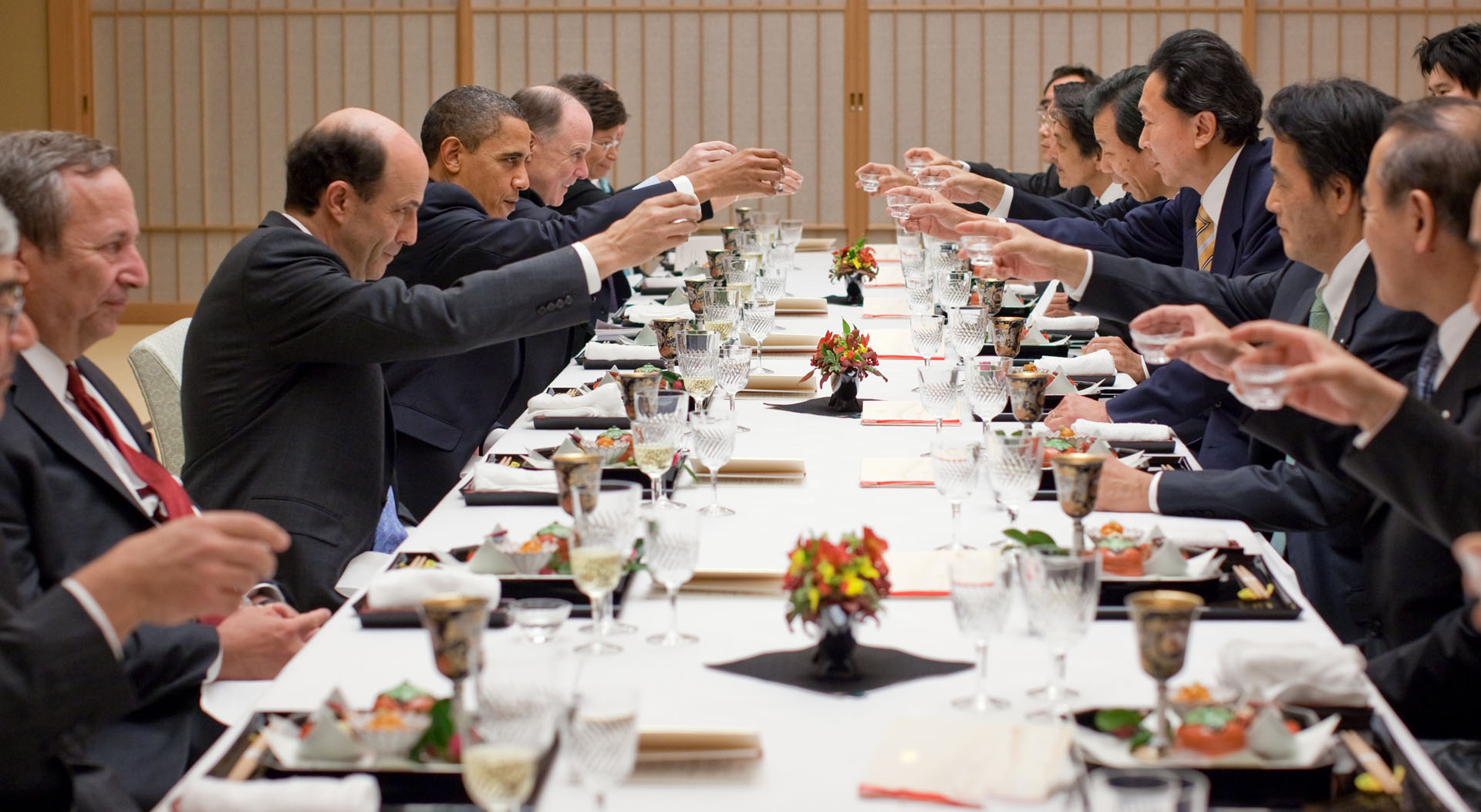
2009年11月13日、駐日アメリカ合衆国大使ジョン・ルース（左から2人目）、アメリカ合衆国大統領バラク・オバマ（左から3人目）、内閣総理大臣鳩山由紀夫（右から3人目）、外務大臣岡田克也（右から2人目）らと

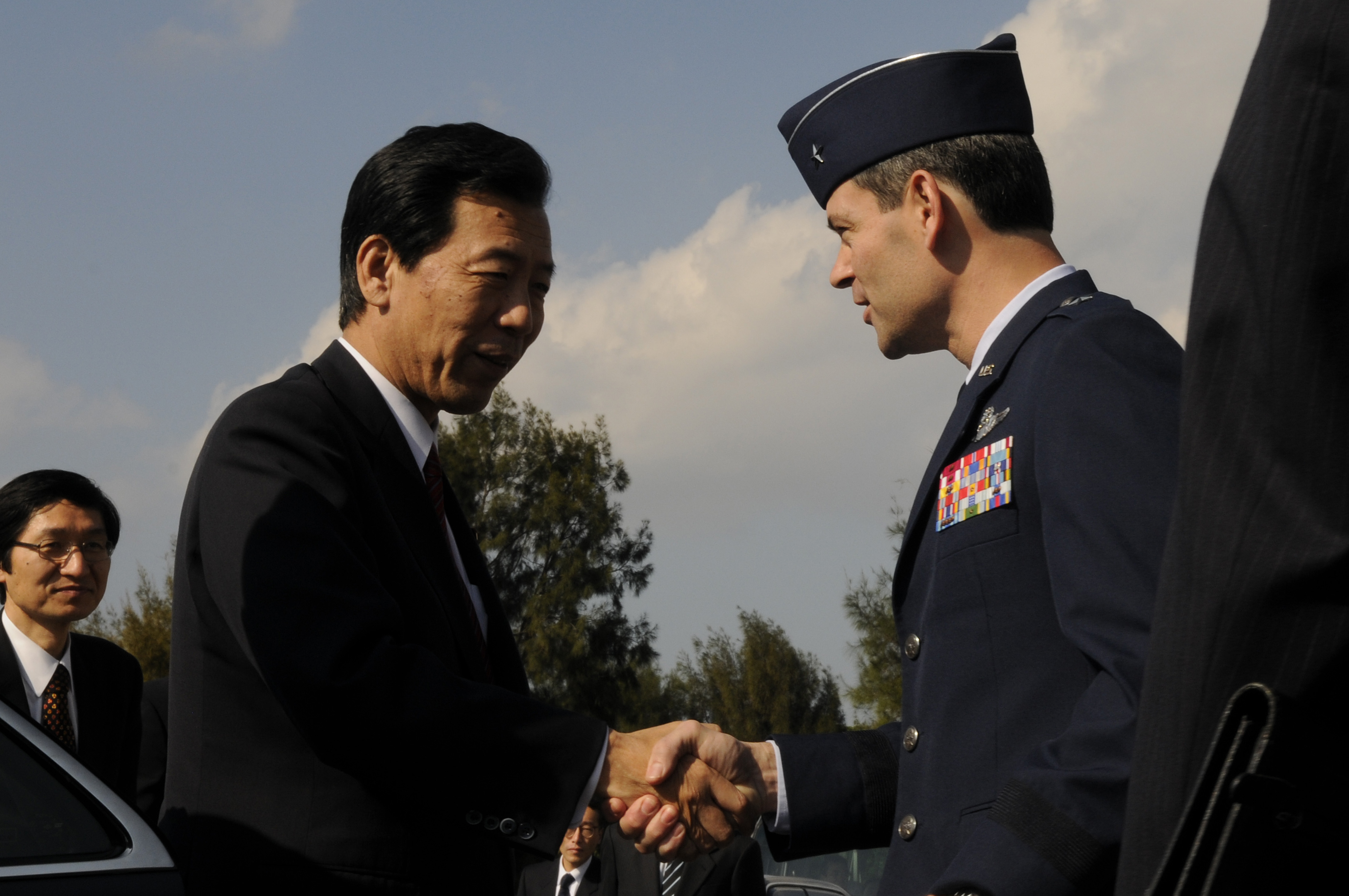
2010年1月9日、嘉手納飛行場にて第五空軍第十八航空団司令官の空軍准将ケン・ウイルズバック（右）と

内閣官房長官への就任が内定した直後、歴代の民主党代表が全てのメディアに対する記者会見のオープン化を公言していたにもかかわらず、2009年9月16日の鳩山首相の就任記者会見については内閣記者会及び一部の雑誌、外国人特派員のみに参加を認め、フリーランスのジャーナリストやインターネットメディアを記者会見から排除し、党代表による公約を事実上反故にした。
2010年2月15日、選挙区のある地元の大阪府を一時的に訪れていた。危機管理を担当する内閣官房長官が非公式に東京を離れていたために、一部の野党やマスコミから批判されたが、記者会見でこの件を質問された際は説明を拒否した。
2010年5月28日、普天間基地移設問題に関して辺野古への移設に反対し、閣議決定への署名を拒否した福島瑞穂内閣府特命担当大臣（消費者及び食品安全、男女共同参画、少子化対策）が罷免された際は事務代理を兼任し、6月4日の内閣総辞職まで務めた。

### 菅直人政権
内閣官房長官退任後は一時的に表立った活動を控えていたが、7月の第22回参議院議員通常選挙で参院の与党の議席数が過半数を割り込む大敗を喫したため、徐々に菅直人首相ら執行部への批判を強め、9月の民主党代表選挙への小沢一郎の擁立を画策。報道によれば、当初は菅の再選を支持していた鳩山を小沢支持に翻意させるための鳩山・小沢の会談をセッティングし、鳩山の支持も取り付けたが、小沢は菅に敗れた。菅改造内閣発足後、衆議院安全保障委員長に起用された。
2010年12月14日、民主党内で政策研究会「雄志会」を結成し、会長に就任した。

### 野田政権
2011年8月、菅直人首相の辞任に伴い、新たな党代表に選出された野田佳彦の下で民主党国会対策委員長に起用される。同年9月7日、与野党国対委員長会談の席で「今の内閣は不完全な状態で、十分な国会答弁ができない」と発言し、野党の反発を受けた。また9月16日には、第178回国会の会期延長をめぐって民主党内が混乱し、松本剛明・加藤公一両国会対策委員長代理、松野頼久国対副委員長の3人が辞表を提出した（のちに撤回）。
2012年1月13日、野田第1次改造内閣で文部科学大臣に任命された。平野の入閣に際し、一部のマスコミは平野が鳩山グループ（政権公約を実現する会）に所属していると報じたが、鳩山グループ事務局はこの報道に対し「平野氏は鳩山グループではない」と訂正を申し入れた。1月28日、入閣に伴い大阪府連代表を辞任し、常任顧問に就任した。
2012年10月1日、野田第3次改造内閣の発足に伴い、文科相を退任し、衆議院国土交通委員長に就任。同年の第46回衆議院議員総選挙では、大阪11区で日本維新の会の伊東信久に敗れ、初当選以来守り続けてきた議席を失い、比例復活もできず落選した。

### 民主党下野後
落選後の2013年、拓殖大学大学院客員教授、中央大学学員会副会長に就任。2014年、学校法人中央大学理事に就任。
2014年の第47回衆議院議員総選挙に民主党公認で大阪11区から出馬。前回敗れた維新の党の伊東信久の得票数は上回ったものの、平野自身への刺客を目的として同じ大阪11区に鞍替えし、参議院議員を辞職して立候補した佐藤ゆかりに敗れ、重複立候補していた比例近畿ブロックで復活。2年ぶりに国政に復帰した。
2015年、民主党大阪府連特別代表に就任。

### 民進党
2016年3月、民主党解党により民進党結党に参加。同年4月、民進党大阪府連幹事長を務めていた樽床伸二が離党したため、平野が後任の府連幹事長に起用された。同年9月には大阪府連代表に就任。
2017年9月、民進党副代表に就任。
同年の第48回衆議院議員総選挙では民進党は希望の党に事実上合流し、同党に公認申請を行う方針を決めたが、希望の党が日本維新の会と大阪と東京での候補者の棲み分けに合意したため、府内の民進党立候補予定者13人は選挙区での公認が得られない見通しとなった。10月2日、平野は府内の立候補予定者について立憲民主党からの立候補を容認する考えを示すとともに、自身は「民進党府連代表という立場としては、大阪の民進党の灯を消すわけにはいかない」と述べ、民進党籍のまま無所属で立候補する意向を表明した。最終的に平野以外の候補者は7人が立憲民主党へ、5人が国替えなどを受け入れて希望の党から立候補し、平野は「大阪は無血開城された」と恨み節を述べた。
2017年10月22日、第48回衆議院議員総選挙で7選。その後、同26日に岡田克也が代表を務める衆議院会派「無所属の会」の結成メンバーとなった。

### 国民民主党
2018年5月7日、民進党と希望の党が合流して新党国民民主党が結成され、無所属の会を退会しこれに参加した。
同日、国民民主党の総務会長に就任した。同年9月11日、国民民主党幹事長に就任。
2019年10月4日、衆議院懲罰委員長に就任。
2020年9月11日、国民民主党の分党および立憲民主党との合流に伴い、同月15日の新・立憲民主党結党までの暫定的な新党として設立された「民主党」の代表に就任。

### 立憲民主党
2020年9月15日、新・立憲民主党の代表代行及び選挙対策委員長に就任。
2020年10月10日、旧立憲民主党と旧国民民主党の合流に伴う新たな立憲民主党大阪府連の結成大会が行われ、辻元清美衆議院議員と共に共同代表に選出された。
2021年10月31日の第49回衆議院議員総選挙で大阪11区にて落選。近畿地方での立憲民主党の支持が広がらなかった（獲得議席数3/28）のもあり比例復活もできず落選した（平野の比例近畿ブロックの順位は9位であった）。
2024年、旭日大綬章受章。

## 憲法観

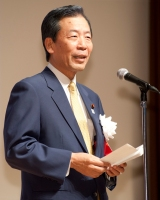
2012年3月19日、文部科学大臣時に芸術選奨贈呈式にて

2012年、日本国憲法の改正に賛成していた。日本国憲法第9条の改正にも賛成していた。
2017年、安倍政権下での日本国憲法の改正については、反対派にまわる。自民党の改憲案に盛り込まれた緊急事態条項に懸念を示したためである。
2019年、国民民主党の幹事長として「立憲野党と市民連合の意見交換会」に出席する。
同年5月29日、野党統一候補の「安保法制の廃止と立憲主義の回復を求める市民連合」の政策協定書にサインし、あらためて憲法改正には「反対」した。

## 政策・主張
- 日本の核武装について「将来にわたって検討すべきでない」としている[31]。
- 原子力規制委員会の新基準を満たした原子力発電所の再稼働に賛成[31]。
- 選択的夫婦別姓制度の導入にどちらかといえば反対[36]。
- 村山談話の見直しに反対[32]。
- 特定の民族や人種に対するヘイトスピーチの法規制に賛成[32]。

## 人物
- 2009年、鳩山由紀夫内閣において枝野幸男の首相補佐官への起用が内定したものの、人事が発令されず、事実上棚上げされたまま、結局枝野の起用が見送られた。一部報道は枝野が首相補佐官に起用されなかった理由の一つに、内閣官房長官である平野の嫉妬を挙げた[37]。
- 普天間基地移設問題において、沖縄県民の負担軽減のため、普天間飛行場に離着陸するヘリコプターの機数削減やヘリ部隊の沖縄県外への移転を挙げたほか、「極端な話」と前置きした上で、普天間飛行場周辺の住民移転（事実上の強制移住）も挙げた。2010年1月24日投開票の名護市長選挙で、辺野古への移設に反対する稲嶺進の当選を受け、「民意を斟酌しなければならない理由はない」と発言した。平野のこの発言に対し、民社国連立政権の一員であった社会民主党の照屋寛徳国会対策委員長は「けしからんどころか、ぶん殴りたい。政治家としての感覚を疑う」と平野を激しく非難した。しかし、平野は1月26日の記者会見でも「理解は求めなくてはいけないが、合意が取れないと物事を進められないものなのか。日本の安全保障にかかわってくる問題だ」と述べ、沖縄県民の同意の必要性はないとの認識を示した[38]。
- 2021年東京都議会議員選挙では、党東京14区支部長の木村剛司元衆議院議員が、自らの政党支部の機関紙号外に日本共産党の都議選候補予定者との対談を写真付きで掲載した。この動きに対し選対委員長の平野は木村を衆院議員会館の自室に呼びつけ、「お前、何考えてんねん」と怒鳴りつけた[39]。

## 発言
- 2019年7月19日、滋賀県栗東市で開かれた参議院議員選挙候補者・嘉田由紀子（無所属）の個人演説会[40]において、応援弁士として登壇し、前日に発生し多数の死傷者を出した京都アニメーション放火殺人事件について触れた上で、ライターを聴衆に示し「皆さんの心を燃やしたいという思いで買ってきたが、これを燃やしたら京都みたいになったら困るので、今日は使わない」と事件の揶揄ともとれる発言をした[41]。その後、21日に「結果的には（被害者の方を）傷をつけたと。私としては申し訳なく反省をいたしております」と謝罪した[42]。

## 選挙歴
| 当落 | 選挙                   | 執行日         | 年齢 | 選挙区               | 政党       | 得票数     | 得票率 | 定数 | 得票順位 /候補者数 | 政党内比例順位 /政党当選者数 |
| ---- | ---------------------- | -------------- | ---- | -------------------- | ---------- | ---------- | ------ | ---- | ------------------ | ---------------------------- |
| 当   | 第41回衆議院議員総選挙 | 1996年10月20日 | 47   | 大阪11区             | 無所属     | 9万7294票  | 48.59% | 1    | 1/3                | /                            |
| 当   | 第42回衆議院議員総選挙 | 2000年06月25日 | 51   | 大阪11区             | 民主党     | 12万895票  | 55.47% | 1    | 1/3                | /                            |
| 当   | 第43回衆議院議員総選挙 | 2003年11月09日 | 54   | 大阪11区             | 民主党     | 11万6834票 | 58.31% | 1    | 1/4                | /                            |
| 当   | 第44回衆議院議員総選挙 | 2005年09月11日 | 56   | 大阪11区             | 民主党     | 12万1328票 | 48.11% | 1    | 1/3                | /                            |
| 当   | 第45回衆議院議員総選挙 | 2009年08月30日 | 60   | 大阪11区             | 民主党     | 15万6002票 | 59.54% | 1    | 1/4                | /                            |
| 落   | 第46回衆議院議員総選挙 | 2012年12月16日 | 63   | 大阪11区             | 民主党     | 6万7756票  | 29.15% | 1    | 2/4                | /                            |
| 比当 | 第47回衆議院議員総選挙 | 2014年12月14日 | 65   | 比例近畿（大阪11区） | 民主党     | 6万1216票  | 28.62% | 1    | 2/4                | 4/4                          |
| 当   | 第48回衆議院議員総選挙 | 2017年10月22日 | 68   | 大阪11区             | 無所属     | 7万6144票  | 36.72% | 1    | 1/3                | /                            |
| 落   | 第49回衆議院議員総選挙 | 2021年10月31日 | 72   | 大阪11区             | 立憲民主党 | 6万281票   | 25.48% | 1    | 3/3                | /                            |

## 所属団体・議員連盟
- 天皇陛下御即位二十年奉祝国会議員連盟（副実行委員長）
- 日朝友好議員連盟